# 台灣播出之韓劇列表 (2014年)
2014年台灣播出之韓劇列表為在台灣首次於2014年播出之韓國戲劇列表，尚未播出之戲劇購買版權之電視台僅供參考
| 日期     | 劇名                 | 韓國電視台 | 台灣電視台      | 主要演員                                                                                         | 網站                        | 韓國播出年份 |
| -------- | -------------------- | ---------- | --------------- | ------------------------------------------------------------------------------------------------ | --------------------------- | ------------ |
| 1月6日   | 千年之戀             | MBC        | 八大戲劇台      | 李昇基、裴秀智、李成宰、趙成夏 柳演錫、李侑菲、盛駿、崔振赫                                      | 網頁                        | 2013         |
| 1月6日   | 請回答1994           | tvN        | channel M       | 高雅羅、鄭宇、柳演錫、金成均 孫浩俊、Baro、閔都凞                                                | 中文 英文                   | 2013         |
| 1月7日   | 主君的太陽           | SBS        | 衛視中文台      | 蘇志燮、孔曉振、徐仁國、金釉利                                                                   | 網頁                        | 2013         |
| 1月30日  | 只有愛               | MBC        | 東森戲劇台      | 朴信惠、柳好貞、金承洙、金興銖 朱相昱、李珉廷、高斗心、徐俊英                                    | 網頁                        | 2007 ~ 2008  |
| 2月4日   | 愛的接班人           | SBS        | 緯來戲劇台      | 裴宗玉、鄭柔美、鄭糠雲、金知碩、李珉宇 李清娥、安內相、甄美里、朴寶劍、瑜瑛                      | 網頁 （页面存档备份，存于） | 2013         |
| 2月6日   | 幸福的守候           | SBS        | 緯來戲劇台      | 李昭娟、李奎翰、李彩英、金鎮祐、成勛                                                             | 網頁 （页面存档备份，存于） | 2012 ~ 2013  |
| 2月19日  | 超完美褓姆           | SBS        | 衛視中文台      | 崔智友、李成宰、王智慧、金所炫 蔡相宇、南多凜、姜智友                                            | 網頁                        | 2013         |
| 2月25日  | 全能女神             | KBS        | 八大戲劇台      | 金惠秀、吳智昊、鄭有美、李熙俊、全慧彬                                                           | 網頁                        | 2013         |
| 3月1日   | 金首露               | MBC        | 東森戲劇台      | 池晟、劉五性、裴宗玉、徐智慧 高周元、姜星、李必模                                                | 網頁                        | 2010         |
| 3月20日  | 醜小鴨大進擊         | SBS        | 東森戲劇台      | 林周煥、姜素拉、姜星、崔泰俊 申素律、金永勳、顯祐、金雪炫                                        | 網頁                        | 2013         |
| 3月28日  | 結婚的女神           | SBS        | 八大戲劇台      | 南相美、李尚禹、金智勳 趙敏修、權海驍、李泰蘭 金正泰、張英南、張鉉誠                             | 網頁                        | 2013         |
| 3月28日  | 吸血鬼檢察官2        | OCN        | channel M       | 延政勳、李英雅、李原種 金株英、李璟榮、權賢尚                                                    | 中文 英文                   | 2012         |
| 4月2日   | 繼承者們             | SBS        | 衛視中文台      | 李敏鎬、朴信惠、金宇彬、鄭秀晶 崔真赫、姜敏赫、朴炯植、金智媛                                    | 網頁                        | 2013         |
| 4月7日   | 摯愛                 | KBS        | 東森戲劇台      | 嚴泰雄、李浚赫、李寶英、林晶恩                                                                   | 網頁                        | 2012         |
| 4月12日  | 大姊                 | JTBC       | 八大戲劇台      | 尹晶喜、在喜、吳允兒、朴載正                                                                     | 網頁                        | 2013 ~ 2014  |
| 4月16日  | 黃金彩虹             | MBC        | 八大戲劇台      | U-ie、丁一宇、李載允、車藝蓮                                                                     | 網頁                        | 2013 ~ 2014  |
| 4月21日  | 你的女人             | SBS        | 緯來戲劇台      | 李幼梨、朴胤載、林湖、朴榮鄰、李秉旭                                                             | 網頁 （页面存档备份，存于） | 2013         |
| 4月21日  | 急症男女             | tvN        | channel M       | 崔振赫、宋智孝、李必模、崔汝珍、Clara                                                            | 中文 英文                   | 2014         |
| 5月5日   | 來自星星的你         | SBS        | 緯來戲劇台      | 全智賢、金秀賢、朴海鎮、劉寅娜                                                                   | 網頁 （页面存档备份，存于） | 2013 ~ 2014  |
| 5月13日  | 千日的約定           | SBS        | 東森戲劇台      | 金來沅、秀愛、李尚禹、鄭柔美                                                                     | 網頁                        | 2011         |
| 5月14日  | 未來的選擇           | KBS        | 衛視中文台      | 尹恩惠、李東健、鄭容和、韓彩雅、崔明吉                                                           | 網頁                        | 2013         |
| 6月4日   | 奇皇后               | MBC        | 東森戲劇台 華視 | 河智苑、朱鎮模、池昌旭、白珍熙 金瑞亨、全國煥、真理翰、尹兒貞                                    | 網頁 （页面存档备份，存于） | 2013 ~ 2014  |
| 6月5日   | 恩熙                 | KBS        | 八大戲劇台      | 慶收真、李仁、崔允素、鄭民進                                                                     | 網頁                        | 2013 ~ 2014  |
| 6月11日  | Good Doctor善良醫生  | KBS        | 八大綜合台      | 周元、文彩元、朱相昱、金旼序 千虎珍、郭度沅、羅映姬、曹熙奉 金英光、尹博、尹鋒吉、王智媛、嚴賢璟 | 網頁                        | 2013         |
| 6月12日  | 溫暖的一句話         | SBS        | 八大戲劇台      | 韓惠軫、池珍熙、金志秀、李尚禹 朴敘俊、韓可露、尹朱尚、高斗心、朴貞洙                            | 網頁                        | 2013 ~ 2014  |
| 6月18日  | 百年新娘             | TV朝鮮     | 衛視中文台      | 李洪基、楊真誠 崔日和、金曙羅、申恩廷、張雅英、成赫                                              | 網頁                        | 2014         |
| 6月18日  | 預約愛情             | KBS        | 緯來戲劇台      | 李凡秀、潤娥、尹施允、蔡貞安、柳鎮                                                               | 網頁 （页面存档备份，存于） | 2013 ~ 2014  |
| 6月20日  | 當男人戀愛時         | MBC        | 東森戲劇台      | 宋承憲、申世景、蔡貞安、延宇振                                                                   | 網頁                        | 2013         |
| 6月30日  | 兩個女人的房間       | SBS        | 緯來戲劇台      | 朴恩惠、王嬪娜、姜志燮、姜慶俊                                                                   | 網頁 （页面存档备份，存于） | 2013 ~ 2014  |
| 7月1日   | 好好養大的女兒       | SBS        | 八大戲劇台      | 朴韓星、李太坤、鄭恩宇、尹世仁                                                                   | 網頁                        | 2013 ~ 2014  |
| 7月7日   | 高校處世王           | tvN        | channel M       | 徐仁國、李荷娜、李秀赫、李烈音                                                                   |                             | 2014         |
| 7月18日  | 神的禮物             | SBS        | 中視            | 李寶英、曹承佑、金太祐、鄭糠雲、金幼彬                                                           | 網頁 （页面存档备份，存于） | 2014         |
| 7月23日  | 第六感任務           | tvN        | 八大綜合台      | 蘇怡賢、玉澤演、金材昱、金昌完                                                                   | 網頁                        | 2013         |
| 7月24日  | 她的神話             | JTBC       | 緯來戲劇台      | 崔貞媛、金楨勳、孫恩書、朴胤載                                                                   | 網頁（页面存档备份，存于）  | 2013         |
| 7月28日  | 流氓王子             | KBS        | 衛視中文台      | 姜至奐、李多熙、崔丹尼爾、庭沼珉 嚴孝燮、車和娟、韓尚進                                          | 網頁                        | 2014         |
| 7月29日  | 我的特務女友         | MBC        | 東森戲劇台      | 周元、崔江姬、黃燦盛、金旼序                                                                     | 網頁                        | 2013         |
| 7月29日  | 夢想高飛             | KBS        | 東森綜合台      | 姜素拉、鄭珍雲、JB、朴智妍、朴敘俊、孝琳                                                         | 網頁                        | 2012         |
| 8月15日  | 我們的1997           | tvN        | 八大綜合台      | 鄭恩地、徐仁國、申素律 殷志源、李浩沅、李施彥                                                    | 網頁                        | 2012         |
| 8月17日  | 純金的地             | KBS        | 八大戲劇台      | 姜藝瑟、姜恩卓、白勝熙、李秉勳                                                                   | 網頁                        | 2014         |
| 9月1日   | 我們可以相愛嗎       | JTBC       | 衛視中文台      | 柳真、嚴泰雄、金有美、崔貞允、金聖洙、朴敏雨                                                     |                             | 2014         |
| 9月1日   | 神醫                 | SBS        | 東森戲劇台      | 李敏鎬、金喜善                                                                                   | 網頁                        | 2012         |
| 9月2日   | 結三次婚的女子       | SBS        | 八大戲劇台      | 李智雅、宋昶儀、河錫辰、嚴智苑、趙漢善、徐令姬                                                   | 網頁                        | 2013 ~ 2014  |
| 9月4日   | 秘密人生             | MBC        | 緯來戲劇台      | 金載沅、曹在顯、趙允熙、朴尚民 申恩慶、奇太映、金慧利、金奎吏                                    | 網頁 （页面存档备份，存于） | 2013         |
| 9月5日   | 天使的反擊           | KBS        | 八大戲劇台      | 尹素怡、朴正哲、文寶玲、權律                                                                     | 網頁                        | 2014         |
| 9月8日   | 九回時空旅行         | tvN        | channel M       | 李陣郁、趙胤熙                                                                                   |                             | 2013         |
| 9月10日  | 王牌大明星           | KBS        | 緯來戲劇台      | IU、曹政奭、劉寅娜 高周元、孫太英、高斗心 金甲洙、李美淑、李志勳                                 | 網頁 （页面存档备份，存于） | 2013         |
| 9月10日  | 你們被包圍了         | SBS        | 八大綜合台      | 李昇基、車勝元、高雅羅、安宰賢 成智陸、林元熙、吳允兒、朴正民                                    | 網頁                        | 2014         |
| 9月15日  | 不能沒有你           | MBC        | 東森戲劇台      | 朴恩惠、金浩鎮、金海淑、朱 鉉、金志映 朴宣暎、朴有煥、尹多勳、趙軟祐、崔松賢                     | 網頁                        | 2012         |
| 10月1日  | 我人生中的甘霖       | SBS        | 東森戲劇台      | 李多熙、沈亨倬、柳相旭、申珠雅、金海仁                                                           | [ 網頁]                     | 2012         |
| 10月6日  | 危情三天             | SBS        | 星衛娛樂台      | 朴有天、孫賢周、朴河宣、蘇怡賢                                                                   | 網頁                        | 2014         |
| 10月7日  | 愛在異鄉             | SBS        | 衛視中文台      | 李鍾碩、陳世娫、朴海鎮、姜素拉                                                                   | 網頁                        | 2014         |
| 10月7日  | 花的戰爭             | JTBC       | 東森戲劇台      | 金賢珠、李德華、宋善美、鄭性模 鄭成雲、金株英、高媛熙、田汰遂                                    | 網頁                        | 2013         |
| 10月10日 | 特殊案件專案組TEN 2  | OCN        | channel M       | 朱相昱、趙安、金相浩、崔宇植                                                                     |                             | 2013         |
| 10月14日 | 九轉時光的旅行       | tvN        | 東森戲劇台      | 李陣郁、趙胤熙                                                                                   | 網頁                        | 2013         |
| 10月21日 | 愛上恢單女           | MBC        | 八大綜合台      | 朱相昱、李珉廷、金奎吏、徐康俊                                                                   | 網頁                        | 2014         |
| 10月29日 | 紅寶石戒指           | KBS        | 八大戲劇台      | 李昭娟、林晶恩、金錫勳、朴廣賢                                                                   | 網頁                        | 2013 ~ 2014  |
| 10月31日 | 雙面情人             | MBC        | 緯來戲劇台      | 夏希羅、李亨哲、沈亨倬、金彬宇                                                                   | 網頁 （页面存档备份，存于） | 2013         |
| 11月6日  | 愛的旅程             | KBS        | 東森戲劇台      | 朴世榮、李海仁、劉 健、朴載正                                                                    | [ 網頁]                     | 2013         |
| 11月12日 | 真愛密碼             | SBS        | 東森戲劇台      | 蘇志燮、李沇熹、嚴基俊、郭度沅、宋昰昀                                                           | 網頁                        | 2012         |
| 11月13日 | 誘惑                 | SBS        | 衛視中文台      | 崔智友、權相佑、李廷鎮、朴河宣                                                                   | 網頁                        | 2014         |
| 11月15日 | Monstar              | Mnet       | channel M       | 龍俊亨、夏沇秀、姜河那                                                                           |                             | 2013         |
| 11月21日 | 天使之眼             | SBS        | 緯來戲劇台      | 李相侖、具惠善、金知碩 鄭進永、孔炯軫、玄朱妮、勝 利                                             | 網頁 （页面存档备份，存于） | 2014         |
| 11月24日 | 不要戀愛要結婚       | tvN        | 八大綜合台      | 韓可露、延宇振、鄭珍雲、韓善伙、許正民、尹邵熙                                                   | 網頁                        | 2014         |
| 12月11日 | 布穀鳥之巢           | KBS        | 八大戲劇台      | 張瑞希、李彩英、黃東柱、金慶南、玄宇成                                                           | 網頁                        | 2014         |
| 12月15日 | Secret Love 甜秘愛戀 | DRAMAcube  | 龍華偶像台      | 奎利、昇延、妮可、荷拉、知英 金英光、延宇振、池昌旭、裴秀彬、李光洙                              | 網頁                        | 2014         |
| 12月16日 | 祕密                 | KBS        | 東森戲劇台      | 池晟、黃正音、裴秀彬、李多熙                                                                     |                             | 2013         |
| 12月22日 | 有理的愛情           | tvN        | channel M       | 嚴泰雄、李詩英、李洙赫                                                                           |                             | 2014         |
| 12月23日 | 戀愛的發現           | KBS        | 衛視中文台      | 鄭有美、文晸赫、盛駿、 尹賢旻、金瑟琪、尹真伊                                                    | 網頁                        | 2014         |
| 12月23日 | 華麗的對決           | MBC        | 緯來戲劇台      | 吳漣序、李幼梨、金智勳、吳昶錫                                                                   | 網頁 （页面存档备份，存于） | 2014         |
| 12月25日 | 命中注定我愛你       | MBC        | 八大綜合台      | 張赫、張娜拉、崔振赫、王智媛                                                                     | 網頁                        | 2014         |
| 12月30日 | 彷彿愛過你           | MBC        | 東森戲劇台      | 朴詩恩、金寶慶、安在模、黃東柱                                                                   |                             | 2012 ~ 2013  |

## 外部連結
- 韓國偶像劇場 （页面存档备份，存于）